# Sometimes (Erasure)
Sometimes is een nummer van het Britse synthpopduo Erasure. Het nummer werd uitgebracht op 6 oktober 1986 als vierde single van de leden Vince Clarke en Andy Bell. Later verscheen het op het album The Circus.

## Achtergrond
Sometimes heeft een typerend geluid voor Erasure, met analoge synthesizers en een tekst over de liefde. Op het nummer is ook Guy Barker te horen, die een trompetsolo speelt. Het werd een nummer één-hit in Spanje en Zuid-Afrika en in eigen land bereikte Sometimes de tweede plaats op de hitlijsten.

## Hitnoteringen

### Nederlandse Top 40
| Hitnotering: 10-01-1987 t/m 14-03-1987 | Hitnotering: 10-01-1987 t/m 14-03-1987 | Hitnotering: 10-01-1987 t/m 14-03-1987 | Hitnotering: 10-01-1987 t/m 14-03-1987 | Hitnotering: 10-01-1987 t/m 14-03-1987 | Hitnotering: 10-01-1987 t/m 14-03-1987 | Hitnotering: 10-01-1987 t/m 14-03-1987 | Hitnotering: 10-01-1987 t/m 14-03-1987 | Hitnotering: 10-01-1987 t/m 14-03-1987 | Hitnotering: 10-01-1987 t/m 14-03-1987 | Hitnotering: 10-01-1987 t/m 14-03-1987 | Hitnotering: 10-01-1987 t/m 14-03-1987 |
| Week:                                  | 1                                      | 2                                      | 3                                      | 4                                      | 5                                      | 6                                      | 7                                      | 8                                      | 9                                      | 10                                     |                                        |
| -------------------------------------- | -------------------------------------- | -------------------------------------- | -------------------------------------- | -------------------------------------- | -------------------------------------- | -------------------------------------- | -------------------------------------- | -------------------------------------- | -------------------------------------- | -------------------------------------- | -------------------------------------- |
| Positie:                               | 24                                     | 12                                     | 7                                      | 3                                      | 3                                      | 5                                      | 9                                      | 15                                     | 22                                     | 36                                     | uit                                    |